# 阿方索星曆表

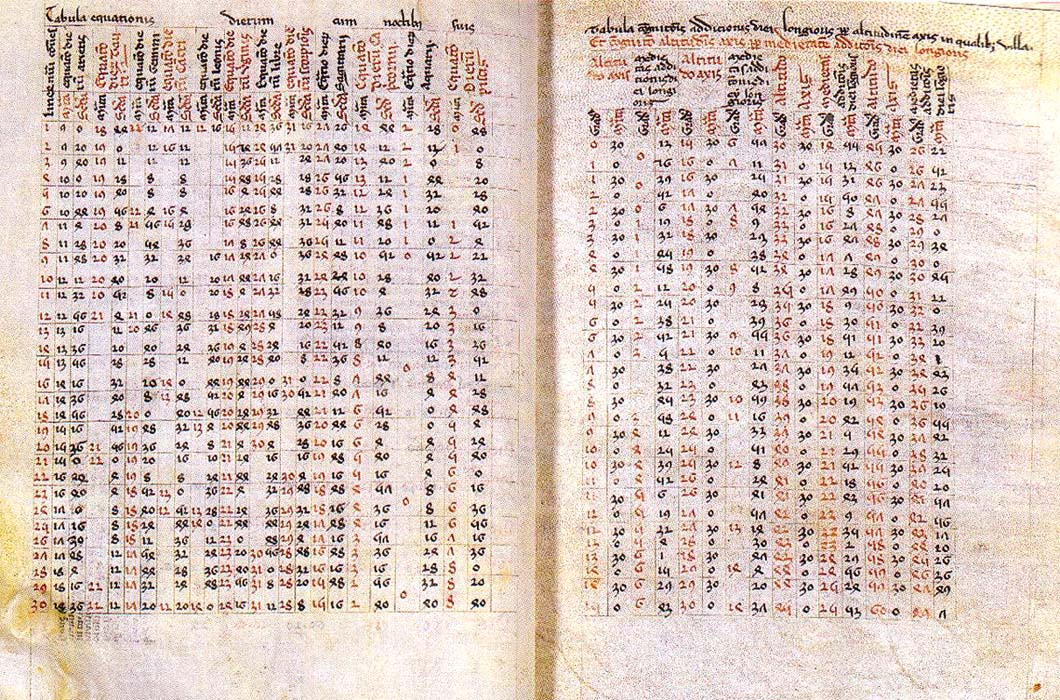
阿方索星曆表

阿方索星曆表（西班牙語：Tablas alfonsíes、拉丁語：﹚，有時會拼成Alphonsine tables，提供了用來計算太陽、月球、和行星相對於恆星位置的數據。
這份表格因為是在卡斯提爾國王阿方索十世的贊助下完成的，因此以他的名字命名。它們在西班牙的托雷多編輯，包含從1252年1月1日，國王加冕日開始的天文數據。

## 產品
阿方索十世組建了一個學者團隊，稱為托雷多翻譯學院。他們被要求製作新的曆表，更新"托雷多星曆表"。新表是根據早期的天文作品和伊斯蘭天文學的觀測結果，加上阿方索聚集在托雷多的天文學家，包括猶太學者如耶胡達·本·摩西和伊薩克·伊本·西德的觀測結果。他還帶來了來自賽維利亞（Seville﹚的阿本·拉格爾（Aben Raghely﹚、阿爾基比西奧（Alquibicio﹚和阿本·穆西奧·穆罕默德（Aben Musio y Mohamat﹚；來自來自科爾多瓦（Córdoba﹚的約瑟夫·阿本·阿萊（Joseph Aben Alí﹚和雅各博·阿本維納（Jacobo Abenvena﹚，和50多位來自加斯科尼（Gascony﹚和巴黎的學者。
阿方索星曆表最初是用卡斯蒂利亞西班牙文寫成。第一版在1483年印刷出版，第二版是在1492年。
喬治·珀巴赫在他的書《行星新理論》（Theoricae novae planetarum﹚中使用了阿方索星曆表；哥白尼在他的作品中使用的是第二版。  天文學家是利用這些和類似的星表計算星曆表，而占星術則用他們來鑄造天宮圖。

## 方法學
托勒密將年度劃分為365天5小時49zp 16秒來計算星曆表的方法，非常接近目前使用的數值。哥白尼的觀察，使他的系統不超過34個圓環就可以解釋行星的運動。此一觀點意味著，後來大量額外的本輪被引入托勒密系統使其符合觀測結果是徒勞的。（有一個著名的（但可能是假的﹚說法，阿方索在聽到需要極其複雜的數學證明，才能解釋托勒密的太陽系地心模型時，他說："如果全能的主在開始創造之前曾諮詢過我，我應該會推薦一些更簡單的。"﹚，然而，現在的計算使用未經過修改的托勒密理論複製了出版的阿方索星曆表。

## 普及性
阿方索星曆表是歐洲最受歡迎的天文星表，三百年來定期製作更新的版本。被稱為現代天文之父的哥白尼，在克拉克夫大學時買了一本，並很關心的，很專業的用足夠的木板和皮革裝訂妥。亞歷山大·亞歷山德羅維奇·波格丹諾夫很堅持的認為，這些表構成哥白尼發展日心說的基礎。在1551年，Erasmus Reinhold的普魯士星曆表已經出版。這份表使用了哥白尼的太陽系日心模型。哥白尼的出版物《天體運行論》不容易使用，普魯士星曆表旨在使日心模型更容易讓天文學家和占星家使用。然而，基於阿方索星曆表的新版星曆表繼續在出版，普魯士星曆表在德語系國家之外並沒有被廣泛的使用。直到1627年，克卜勒出版了魯道夫星曆表才有所改變。

## 外部連結
- Astronomical Tables（页面存档备份，存于）
- The full text of the book "Tabula astronomice Alfonsi Regis" published in 1492 （页面存档备份，存于）